# Nissan Liberty
O Liberty é o sucessor do Nissan Prairie, que substituiu em 1999. A grande característica do Liberty é as portas corrediça.